# 紀元前30年代
紀元前30年代（きげんぜんさんじゅうねんだい）は、西暦による紀元前39年から紀元前30年までの10年間を指す十年紀。

## できごと
- 紀元前37年から紀元前31年の間にヘロデ大王が避難所としてマサダを建設した。

### 紀元前33年
- 紀元前33年 - アントニウスがクレオパトラと結婚。
- 紀元前33年 - 王昭君が匈奴の呼韓邪単于に嫁す。

### 紀元前31年
- 9月2日、アクティウムの海戦でオクタウィアヌスがマルクス・アントニウスとクレオパトラ7世の軍を破った。紀元前30年8月、勝者はアレクサンドリアを占領した。マルクス・アントニウスとクレオパトラ7世は自殺し、彼らの子供カエサリオンはユリウス・カエサルの下で育ったが、後に殺害された。エジプトはローマ帝国の属領となり、オクタウィアヌスはローマの支配者となり、ローマ帝国が建国された。

## 主な人物
- マルクス・アントニウス:ローマの政治家、軍人（紀元前83年 - 紀元前30年）
- クレオパトラ7世:エジプトのファラオ（紀元前70年 - 紀元前30年）
- オクタウィアヌス:ローマ帝国の初代皇帝（紀元前62年 - 14年）
- カエサリオン:エジプトのファラオ（紀元前47年 - 紀元前30年）